# العلاقات الكاميرونية المالطية
العلاقات الكاميرونية المالطية هي العلاقات الثنائية التي تجمع بين الكاميرون ومالطا.

## مقارنة بين البلدين
هذه مقارنة عامة ومرجعية للدولتين:
| وجه المقارنة                                              | الكاميرون                      | مالطا                                                     |
| --------------------------------------------------------- | ------------------------------ | --------------------------------------------------------- |
| المساحة (كم2)                                             | 475.44 ألف                     | 316                                                       |
| عدد السكان (نسمة)                                         | 24.05 مليون                    | 465.29 ألف                                                |
| الكثافة السكانية (ن./كم²)                                 | 50.58                          | 147.24 ألف                                                |
| العاصمة                                                   | ياوندي                         | فاليتا                                                    |
| اللغة الرسمية                                             | لغة فرنسية، لغة إنجليزية       | اللغة المالطية، لغة إنجليزية                              |
| العملة                                                    | فرنك وسط أفريقي                | يورو، ليرة مالطية                                         |
| الناتج المحلي الإجمالي (بليون دولار)                      | 34.80 مليار                    | 12.54 مليار                                               |
| الناتج المحلي الإجمالي (تعادل القوة الشرائية) بليون دولار | 72.72 مليار                    | 14.68 مليار                                               |
| الناتج المحلي الإجمالي الاسمي للفرد دولار أمريكي          | 1.22 ألف                       | 22.60 ألف                                                 |
| الناتج المحلي الإجمالي للفرد دولار أمريكي                 | 2.97 ألف                       |                                                           |
| مؤشر التنمية البشرية                                      | 0.512                          | 0.839                                                     |
| رمز المكالمات الدولي                                      | +237                           | +356                                                      |
| رمز الإنترنت                                              | .cm                            | .mt                                                       |
| المنطقة الزمنية                                           | توقيت غرب أفريقيا، ت ع م+01:00 | توقيت وسط أوروبا، ت ع م+01:00، ت ع م+02:00، أوروبا/مالطا ‏ |

## منظمات دولية مشتركة
يشترك البلدان في عضوية مجموعة من المنظمات الدولية، منها:
| علم المنظمة | اسم المنظمة                               | تاريخ انضمام الكاميرون | تاريخ انضمام مالطا |
| ----------- | ----------------------------------------- | ---------------------- | ------------------ |
|             | يونسكو                                    | 11 نوفمبر 1960         | 10 فبراير 1965     |
|             | وكالة ضمان الاستثمار متعدد الأطراف        | 7 أكتوبر 1988          | 12 سبتمبر 1990     |
|             | الأمم المتحدة                             | 20 سبتمبر 1960         | 1 ديسمبر 1964      |
|             | دول الكومنولث                             | ?                      | ?                  |
|             | الفريق المعني برصد الأرض                  | ?                      | ?                  |
|             | الاتحاد البريدي العالمي                   | ?                      | ?                  |
|             | البنك الدولي للإنشاء والتعمير             | 10 يوليو 1963          | 26 سبتمبر 1983     |
|             | المنظمة الهيدروغرافية الدولية             | ?                      | ?                  |
|             | الاتحاد الدولي للاتصالات                  | 22 ديسمبر 1960         | 1965               |
|             | منظمة حظر الأسلحة الكيميائية              | ?                      | ?                  |
|             | مؤسسة التمويل الدولية                     | 1 أكتوبر 1974          | 1 يونيو 2005       |
|             | المركز الدولي لتسوية المنازعات الاستشارية | 2 فبراير 1967          | 3 ديسمبر 2003      |
|             | منظمة التجارة العالمية                    | ?                      | ?                  |
|             | منظمة الشرطة الجنائية الدولية             | ?                      | ?                  |

## وصلات خارجية
- موقع وزارة الخارجية الكاميرونية
- موقع وزارة الخارجية المالطية